# Tetiana Klimtxenko
Tetiana Klimtxenko   (Txervonohrad, 8 de maig de 1994) Tetiana Ihorivna Klimtxenko (en ucraïnès Тетяна Ігорівна Клімченко) és una ciclista ucraïnesa. S'ha especialitzat en el ciclisme en pista. Hi participà en el Campionat del món de ciclisme en pista de 2015.

## Palmarès en pista
- 2014
  -  Campiona d'Ucraïna en persecució
  -  Campiona d'Ucraïna en persecució per equips
- 2015
  -  Campiona d'Ucraïna en scratch
  -  Campiona d'Ucraïna en òmnium
  -  Campiona d'Ucraïna en persecució per equips
- 2016
  -  Campiona d'Ucraïna en persecució per equips

Fonts:

### Resultats a laCopa del Món
- 2016-2017
  - 1a a Los Angeles, en scratch

Fonts: